# Федеральная служба воздушных маршалов
Федеральная служба воздушных маршалов (Federal Air Marshal Service, FAMS) — федеральное правоохранительное агентство в США, работающее в составе Администрации безопасности на транспорте (TSA) Министерства внутренней безопасности (DHS). Агенты службы — федеральные воздушные маршалы — инкогнито находятся на гражданских рейсах в целях обнаружения и борьбы с враждебными действиями против США, в том числе угонов самолётов.
Работники агентства часто путешествуют и являются профессиональными стрелками (вооружены полуавтоматическим оружием). Маршалы смешиваются с обычными пассажирами на борту самолёта.

## История
Изначально офицеры правоохранительных органов начали работать на некоторых рейсах в соответствии с приказом президента Джона Ф. Кеннеди от 1961 года. 2 марта 1962 года в рамках программы Федерального управления гражданской авиации США FAA Peace Officers Program были подготовлены первые 18 работников. Их набрали из FAA Flight Standards Division и тренировали на базе государственной погранслужбы США, в городке Порт-Изабель, штат Техас. Уже в 1963 году в статье FAA Horizons Magazine этих офицеров назвали воздушными маршалами (Sky Marshals), хотя широко это название стало использоваться в СМИ примерно десятилетием позже. Тренировками офицеров занимались в Браунсвилле, штат Техас, затем часть тренировок по обращению с оружием и ближнему бою стала проводиться в академии ФБР, на тренировочной базе ВМС США в городе Куантико, штат Виргиния.
С октября 1969 года, из-за участившихся случаев захватов самолетов на Ближнем востоке, Служба маршалов США учредила подразделение воздушных маршалов (Sky Marshal Division) на базе офиса в Майами.
Программа воздушных маршалов (Sky Marshal Program) в 1970-х развивалась совместными усилиями Службой Пограничного контроля США и FAA. 11 сентября 1970 года из-за участившихся случаев воздушного пиратства со стороны исламских радикалов президент Никсон приказал немедленно начать сопровождение гражданских рейсов вооруженными федеральными агентами. Изначально этим занимались агенты Министерства финансов США, затем подразделение Division of Air Security из United States Customs Service. Около 1700 человек прошли обучение в комплексе «Treasury Air Security Officer» (TASOS) в Fort Belvoir, Virginia. Офицеры сопровождали коммерческие авиарейсы, совершаемые под флагом США, как внутренние, так и международные. Они находились на борту группами по два или три человека.

До атак 11 сентября 2001 года федеральной службе воздушных маршалов было предоставлено финансирование на 50 маршалов, но в сентябре 2001 года служило фактически лишь 33 маршала. После атак президент Джордж Буш-Младший приказал резко увеличить службу. Было нанято много людей, ранее служившими агентами в USBP, УБН (DEA), NPS, FBI, CBP, U.S. Housing and Urban Development OIG, U.S. Postal Inspection Service (USPIS), ATF, IRS CID, и других агентствах. В течение месяца была начата тренировка 600 воздушных маршалов. Значительное количество сотрудников было нанято позже, общее их число засекречено. По состоянию на август 2013 существует оценка в 4 тысячи маршалов. В настоящее время федеральные воздушные маршалы являются основными правоохранительными работниками в администрации транспортной безопасности (TSA).

## Обучение
Федеральные воздушные маршалы проходят интенсивную подготовку. На первой фазе они изучают базовый семинедельный курс для работников органов правопорядка в Federal law enforcement training center в Артиже, Нью-Мексико. Затем они проходят специальное обучение в William J. Hughes Technical Center в Нью-Джерси, в ходе которого изучают конституционные законы, наблюдение за поведением, тактику обороны, экстренную медицинскую помощь, проходят стрелковую подготовку.
Вторая фаза обучения связана с задачами, которые агенты должны решать во время своей службы. Особенное внимание уделяется стрельбе, так как маршалы обязаны выполнять свою работу в условиях стеснённого пространства авиалайнеров, вблизи гражданских лиц. После успешного завершения обучения кандидат становится маршалом в одном из 21 офисов.
Маршалы вооружены:
- Полуавтоматическим пистолетом SIG Sauer P229 калибра .357 SIG с укороченным стволом
- Телескопической дубинкой ASP
- Наручниками

Со слов анонимного маршала, их тренируют стрелять с целью полной остановки, обычно в самую большую часть тела, а затем в голову.

## В искусстве
- х/ф Воздушный маршал (2014, США)
- х/ф Иллюзия полёта (2005,США)